# 트라우턴대꼬리박쥐
트라우턴대꼬리박쥐(Taphozous troughtoni)는 대꼬리박쥐과에 속하는 박쥐의 일종이다. 오스트레일리아에서만 발견된다.

## 특징
보통 크기의 박쥐로 몸통 길이가 79~86mm이고 전완장은 72.5~75.5mm이다. 귀 길이는 22~27mm이고 몸무게는 최대 51g이다. 털이 짧다. 등 쪽 털은 짙은 올리브갈색이지만 배 쪽은 회색빛 갈색이다. 머리는 비교적 편평하고 삼각형 모양이다. 주둥이는 원뿔형 밝은 갈색이다. 눈은 비교적 크다.

## 생태
폐광이나 동굴 속에 은신한다. 먹이는 곤충이다.

## 분포 및 서식지
오스트레일리아 퀸즐랜드주 북서부의 마운트아이자 지역에서만 알려져 있다. 다양한 유형의 서식지에서 서식한다.